# Aleksandr Koeprin (schrijver)

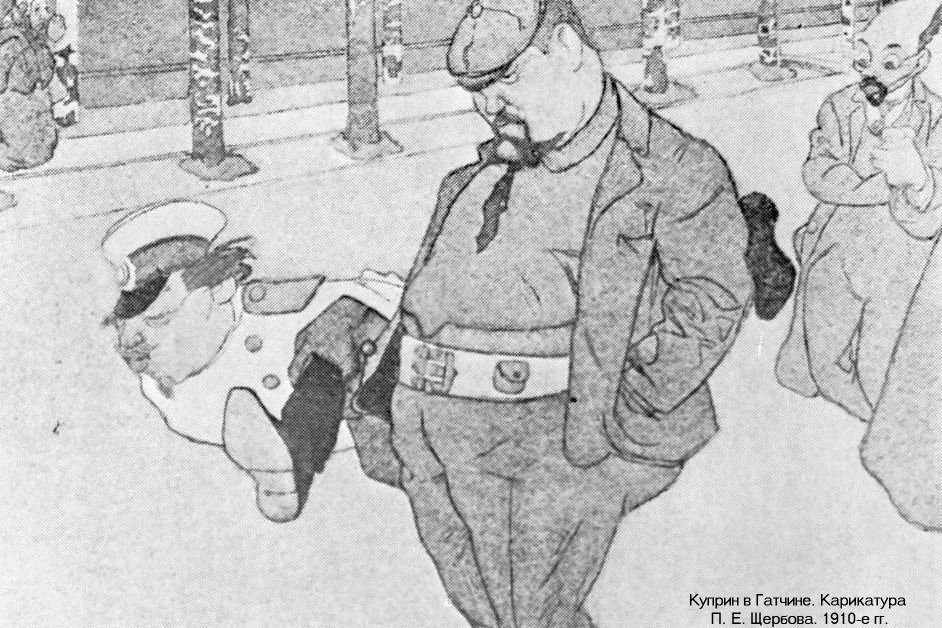
Koeprin in Gatsjina (cartoon van rond 1910)

Aleksandr Ivanovitsj Koeprin (Russisch: Александр Иванович Куприн) (Oblast Penza, 7 september 1870 - Leningrad, 25 augustus 1938) was een Russische schrijver, piloot en ontdekkingsreiziger. Hij is vooral bekend van novelles als Het duel (1905) en De granaten armband (1911). Vladimir Nabokov vergeleek hem met Rudyard Kipling vanwege zijn verhalen over avonturiers.
Koeprins moeder was een Tataarse prinses. In zijn leven had Koeprin veel betrekkingen; zo was hij officier in het leger, trad hij op in een circus en werkte hij als dokter, jager en visser. Vanaf 1906 raakte Koeprin aan de drank en bezocht hij bordelen. Na de Russische Revolutie emigreerde Koeprin naar Frankrijk, maar, aangespoord door de Sovjetautoriteiten, keerde hij op 31 mei 1937 (één jaar voor zijn dood) terug naar Moskou; hierdoor konden zijn werken ook in de Sovjet-Unie worden uitgegeven. Hij is begraven in de schrijvershoek op de Volkovo-begraafplaats in Sint-Petersburg. 
Koeprins werken werden populair nadat Leo Tolstoj hem de ware opvolger van Anton Tsjechov had genoemd. Het toppunt van zijn roem behaalde hij met Stafkapitein Ribnikov (1906). Zijn roman over het leven van prostituees, De kuil (1915), werd door Russische critici beschouwd als een voorbeeld van excessief naturalisme.